# Tomica i prijatelji
Tomica i prijatelji  (eng. Thomas & Friends)  je britanska dječja televizijska serija koju je kreirala Britt Allcroft. Temeljen na Željeznički serijalu velečasnog Wilberta Awdryja i kasnije njegovog sina Christophera, prati pustolovine Tomice, antropomorfizirane tenk lokomotive, na izmišljenom otoku Sodoru s kolegama lokomotivama Edom, Hrvojem, Gordanom, Juricom, Perom i još nekoliko drugih. antropomorfizirana vozila.

## Uloge
- Pripovjedač – Goran Grgić (1. – 2. sezona), Tomislav Stojković (8. – 12. sezona), Adalbert Turner Juci (od 17. sezone)
- Tomica i Edo – Zdravko Valentin (17. sezona)
- Gordan – Adalbert Turner Juci (17. sezona)
- Pero – Jadran Grubišić
- Ema – Katarina Perica Kirin
- Jurica, Debeli Kontrolor – Vinko Kraljević
- Winston, Paxton, Norman, Sir Robert Norramby – Mirko Švenda Žiga
- Tomica –  Ivan Mokrović (22. sezona)
- Gordan  Boris Barberić (22. sezona)

### Ostali glasovi
- Daniel Dizdar
- Nikola Klobučarić
- Matija Prskalo
- Katarina Perica Kirin

## Glazba
- Pjevači tematskih pjesama: Ivana Jelinčić i Andrea Čubrić (8. – 12. sezona), Mirko Švenda Žiga (17. sezona)

## Filmovi
- Tomica i čarobna željeznica (2000.)
- Tomica i prijatelji: Poziv svim motorima! (2005.)
- Tomica i prijatelji: Veliko otkriće (2008.)
- Tomica i prijatelji: Priča o hrabrosti (2014.)
- Tomica i prijatelji: Legenda o zakopanom blagu (2015.)
- Tomica i prijatelji: Velika utrka (2016.)
- Tomica i prijatelji u novoj avanturi (2018.)
- Tomica i prijatelji: Utrka za Sodorski kup (2021.)
- Tomica i prijatelji: Tajna Vidogore (2022.)

## Vanjske poveznice
- Službena stranica